# Temptation Island – Versuchung im Paradies
Temptation Island – Versuchung im Paradies (englisch „Insel der Versuchung“) ist eine Dating-Reality-Show, die in Deutschland vom Fernsehsender RTL ausgestrahlt wird. In ihr verbringen Liebespaare zwei Wochen getrennt voneinander an einem exotischen Ort. Dort treffen sie auf Singles, die um die Männer und Frauen werben sollen.
Das Original des erfolgreichen Scripted-Reality-Formates lief ab Januar 2001 bei Fox Broadcasting Company und hat unter anderem Ableger in Großbritannien, Australien, Italien, Spanien, Russland und Rumänien hervorgebracht. In den insgesamt mehr als 24 internationalen Formaten, stieß die Serie sowohl auf große Begeisterung als auch auf starke Kritik.
Für die deutsche Version der Sendung ist die Produktionsfirma Banijay Productions Germany verantwortlich.

## Konzept
In Temptation Island werden die Beziehungen von vier Paaren in einer extremen Situation auf die Probe gestellt. Nach Männern und Frauen getrennt verbringen sie zwei Wochen im „Paradies“. Dabei werden sie in Versuchung geführt: Die vergebenen Frauen sind in ihrer Unterkunft von 12 (erste Staffel: 11) Männern umgeben, während im Männerressort 12 (erste Staffel: 11) Frauen warten. Das „paradiesische“ Leben der beiden Gruppen sollen romantische „Abenteuer“ und Dates prägen, bei denen die Vergebenen den Singles näher kommen. In regelmäßigen Abständen bekommen alle Vergebenen von der Moderatorin im Video zu sehen, wie ihr jeweiliger Partner seine Zeit verbracht hat. Nach zwei Wochen sehen sich die Paare wieder. Nun stehen meist emotionale Erklärungen sowie bittere Vorwürfe an.

## Ausstrahlungen
| Staffel | Episodenanzahl | Staffelstart RTL+ | Staffelstart RTL   | Staffelfinale RTL+ | Staffelfinale RTL  | Moderation          |
| ------- | -------------- | ----------------- | ------------------ | ------------------ | ------------------ | ------------------- |
| 1       | 8              | 3. März 2019      | 6. März 2019       | 3. März 2019       | 14. April 2019     | Angela Finger-Erben |
| 2       | 10 (+1)        | 18. Februar 2020  | 3. März 2020       | 28. April 2020     | 19. Mai 2020       | Angela Finger-Erben |
| VIP 1   | 10             | 15. Oktober 2020  | 18. Oktober 2020   | 10. Dezember 2020  | 13. Dezember 2020  | Angela Finger-Erben |
| 3       | 12 (+1)        | 25. März 2021     | 11. April 2021     | 3. Juni 2021       | 13. Juni 2021      | Lola Weippert       |
| VIP 2   | 12 (+1)        | 11. November 2021 | 19. Februar 2022   | 3. Februar 2022    | 10. April 2022     | Lola Weippert       |
| 4       | 12 (+1)        | 5. April 2022     | 19. Juni 2022      | 28. Juni 2022      | 4. September 2022  | Lola Weippert       |
| VIP 3   | 12 (+1)        | 4. Oktober 2022   | 21. Juni 2023 1    | 27. Dezember 2022  | 26. Juli 2023 1    | Lola Weippert       |
| 5       | 12 (+1)        | 30. März 2023     | –                  | 22. Juni 2023      | –                  | Lola Weippert       |
| VIP 4   | 12 (+1)        | 3. Oktober 2023   | 24. Oktober 2024 1 | 26. Dezember 2023  | 5. Dezember 2024 1 | Lola Weippert       |
| 6       | 12 (+1)        | 21. März 2024     | –                  | 13. Juni 2024      | –                  | Lola Weippert       |
| VIP 5   | 12 (+1)        | 2. Oktober 2024   | –                  | 25. Dezember 2024  | –                  | Lola Weippert       |
| 7       | 13 (+1)        | 20. März 2025     | –                  | 19. Juni 2025      | –                  | Lola Weippert       |

## Teilnehmer
| Staffel | Paar                | Paar  | Paar                 | Paar  | Beziehungsstatus zu Staffelende | Bemerkungen                                                                |
| Staffel | Frau                | Alter | Mann                 | Alter | Beziehungsstatus zu Staffelende | Bemerkungen                                                                |
| ------- | ------------------- | ----- | -------------------- | ----- | ------------------------------- | -------------------------------------------------------------------------- |
| 1       | Lena                | 22    | Robin                | 23    | liiert (Heiratsantrag)          | später getrennt                                                            |
| 1       | Lisa                | 24    | Janis                | 22    | liiert                          | später getrennt                                                            |
| 1       | Ziana               |       | Fabian               |       | liiert                          |                                                                            |
| 1       | Christina           | 27    | Salvatore            | 25    | getrennt                        |                                                                            |
| 2       | Pia                 | 30    | Calvin               | 27    | getrennt                        |                                                                            |
| 2       | Michelle            | 21    | Mateo                | 22    | getrennt                        |                                                                            |
| 2       | Hanna               | 21    | Till                 | 30    | liiert (Heiratsantrag)          | später getrennt                                                            |
| 2       | Siria               | 20    | Davide               | 20    | getrennt                        | vorzeitig die Staffel abgebrochen nach der Sendung wieder zusammengekommen |
| VIP 1   | Jasmin Herren       | 41    | Willi Herren         | 45    | liiert                          | später getrennt                                                            |
| VIP 1   | Giulia Siegel       | 45    | Ludwig Heer          | 39    | liiert                          |                                                                            |
| VIP 1   | Stephanie Schmitz   | 26    | Julian Evangelos     | 28    | liiert                          |                                                                            |
| VIP 1   | Roxy Zinger         | 28    | Calvin Kleinen       | 27    | getrennt                        |                                                                            |
| 3       | Marlisa             | 31    | Fabio                | 26    | liiert                          | später getrennt                                                            |
| 3       | Sabine              | 28    | Mike                 | 28    | getrennt                        |                                                                            |
| 3       | Alicia              | 26    | Yasin                | 29    | getrennt                        | vorzeitig die Staffel abgebrochen                                          |
| 3       | Meike               | 29    | Markus               | 35    | getrennt                        |                                                                            |
| VIP 2   | Paulina Ljubas      | 24    | Henrik Stoltenberg   | 24    | getrennt                        | vorzeitig die Staffel abgebrochen                                          |
| VIP 2   | Sandra Janina       | 21    | Juliano Fernandez    | 22    | liiert                          | später getrennt                                                            |
| VIP 2   | Kate Merlan         | 34    | Jakub Jarecki        | 24    | liiert (Heiratsantrag)          | später getrennt                                                            |
| VIP 2   | Emmy Russ           | 22    | Udo Bönstrup         | 26    | getrennt                        |                                                                            |
| 4       | Gloria              | 28    | Nikola               | 25    | liiert (verheiratet)            | später getrennt                                                            |
| 4       | Jessi               | 21    | Abdu                 | 22    | liiert                          | vorzeitig die Staffel abgebrochen, später getrennt                         |
| 4       | Michelle            | 23    | Marc-Robin           | 26    | getrennt                        | vorzeitig Staffel abgebrochen, später getrennt                             |
| 4       | Elli                | 25    | Credo                | 25    | liiert                          | später getrennt                                                            |
| VIP 3   | Christina Dimitriou | 30    | Aleks Petrovic       | 31    | getrennt                        |                                                                            |
| VIP 3   | Michelle Daniaux    | 24    | Gigi Birofio         | 23    | getrennt                        |                                                                            |
| VIP 3   | Sandra Sicora       | 30    | Tommy Pedroni        | 27    | getrennt                        |                                                                            |
| VIP 3   | Lala Aluas          | 32    | Aurelio Savina       | 44    | liiert                          |                                                                            |
| 5       | Sarah               | 23    | Nico                 | 24    | getrennt                        | vorzeitig die Staffel abgebrochen                                          |
| 5       | Tatum               | 23    | Louis                | 27    | liiert                          | später getrennt                                                            |
| 5       | Loreen              | 22    | Adam                 | 26    | liiert (Heiratsantrag)          | später getrennt                                                            |
| 5       | Charline            | 25    | Adrian               | 24    | getrennt                        |                                                                            |
| VIP 4   | Kader Loth          | 50    | Ismet Atli           | 52    | liiert                          |                                                                            |
| VIP 4   | Mimi Gwozdz         | 29    | Yannick Syperek      | 28    | liiert                          | kurz danach getrennt                                                       |
| VIP 4   | Jana-Maria Herz     | 31    | Umut Tekin           | 26    | getrennt                        |                                                                            |
| VIP 4   | Denise Hersing      | 26    | Lorik Bunjaku        | 25    | getrennt                        | kurz danach wieder liiert                                                  |
| 6       | Marie               | 24    | Tammo                | 32    | liiert                          |                                                                            |
| 6       | Vivien              | 24    | Mou                  | 24    | liiert                          | Später (nach EotB) getrennt                                                |
| 6       | Laura               | 26    | Phil                 | 33    | liiert                          |                                                                            |
| 6       | Nasrin              | 31    | Josh                 | 31    | liiert                          |                                                                            |
| VIP 5   | Sarah-Jane Wollny   | 25    | Tinush               | 26    | liiert                          | später getrennt                                                            |
| VIP 5   | Lisa-Marie Straube  | 23    | Furkan „Akka“ Akkaya | 23    | liiert                          | gemeinsam Eltern                                                           |
| VIP 5   | Jessica Hnatyk      | 24    | Germain Wolf         | 26    | getrennt                        |                                                                            |
| VIP 5   | Rebecca Ries        | 29    | Adrian Alian         | 28    | getrennt                        | vorzeitig die Staffel abgebrochen                                          |
| 7       | Hillary             | 27    | Jamy                 | 36    | liiert                          |                                                                            |
| 7       | Saskia              | 27    | Enrico               | 28    | unbekannt                       | Rauswurf wegen Regelverstoß, (sind noch liiert)                            |
| 7       | Raffaela            | 25    | Jeremy               | 26    | getrennt                        |                                                                            |
| 7       | Danka               | 24    | Kevin                | 29    | liiert                          | vorzeitig die Staffel abgebrochen, später getrennt                         |
| 7       | Natalie             | 26    | Patrick              | 26    | liiert                          | Nachrücker-Paar                                                            |